# Figuralisme
El figuralisme fou una tècnica de composició musical aplicada a la música vocal, que va estar activa entre els segles xvi i xviii, en consonància amb els pressupòsits estètics del Renaixement i del Barroc, i que consistia a subordinar la música al text creant per a la música una sèrie de figures de tota classe (melòdiques, rítmiques, polifòniques, de textura musical, etc.) consistents a subratllar musicalment, amb el so, el sentit profund del text. En anglès, d'aquesta tècnica se'n diu -gràficament- word painting, és a dir literalment pintar [musicalment] les paraules. Així, per exemple, melodies ascendents acompanyen textos que parlen de pujar o d'anar cap amunt, però una música greu i fosca acompanyaria un text sobre la mort.

## L'Edat mitjana
Aquesta tècnica va, com a mínim, tan enrere en el temps com al cant gregorià en el qual es troben patrons melòdics curts que expressen idees emotives i significats teològics. Així, per exemple, el patró fa-mi-sol-la expressa la humiliació i mort de Crist (un moviment descendent), mentre que el sol és la nota de la resurrecció i el la, encara més amunt, indica l'ascensió. Així, per exemple quan aquesta seqüència melòdica es troba sobre el text et libera (per exemple a l'introit del diumenge de sexagèsima, indica que Crist allibera la humanitat del pecat a través de la seva mort i la seva resurrecció.

## El madrigal
Els compositors també van experimentar amb el figuralisme en el madrigal, sobretot italià, tot i que també es va fer servir aquesta tècnica en els altres països on es va compondre sota la seva influència. Ho van fer fins a tal punt i aquesta tècnica va ésser tan essencial al mateix madrigal que les figures més habituals en aquell gèneres del Renaixement es van denominar madrigalismes. En aquest grup de compositors es poden observar tècniques diverses, totes emparentades però no del tot coincidents. Alguns exemple serien:
- Pujar, el cel o una muntanya, melodies ascendents i/o en el registre agut. En canvi, baixar, el terra, l'infern i la plana, melodies greus, descendents, o sense corbes melòdiques.
- El riu, el vol dels ocells: melismes llargs sobre una mateixa síl·laba.
- L'alegria, amb notes ràpides, majoritàriament agudes; la tristor, amb recursos oposats.
- En general, la tristor rep un tractament a base de melodies cromàtiques.

 Inici del madrigal Solo e pensoso, de Lucca Marenzio (?·pàg.)

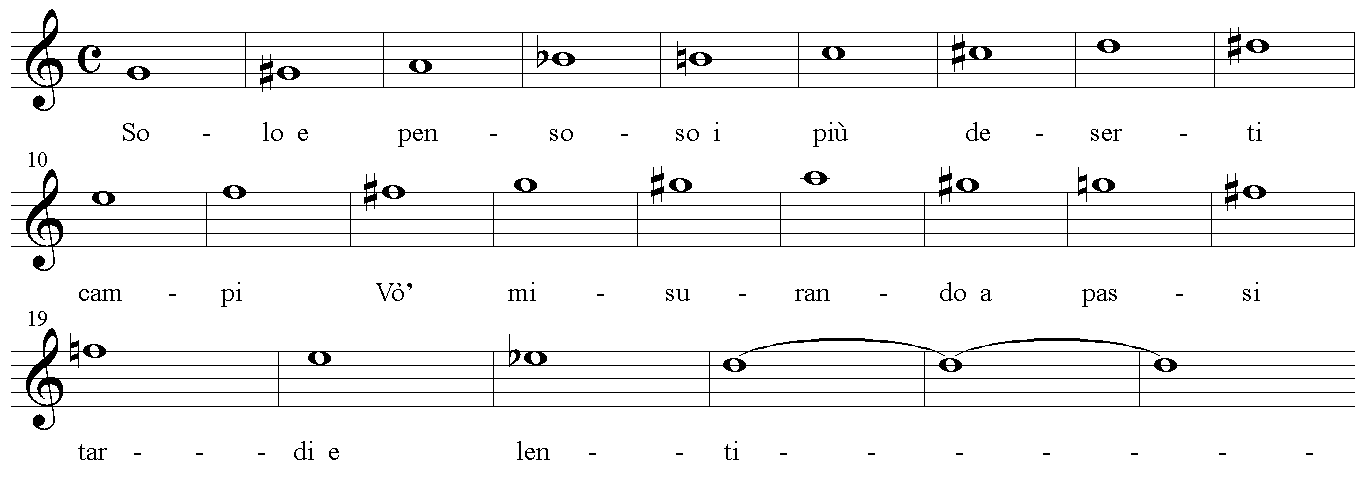
Fragment melòdic inicial del madrigal Solo e pensoso de Lucca Marenzio. Sol i pensarós, els camps més deserts vaig mesurant a passos tardans i lents. Els cromatismes que omplen tota la frase li confereixen el caràcter trist.

- La música s'entreté sobre textos que parlen d'accions com cantar, parlar o ballar, ja sigui repetint els mots que hi fan referència, ja sigui allargant cada síl·laba amb més notes.

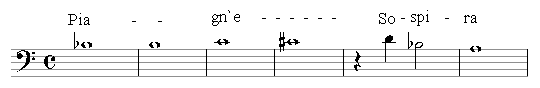
Fragment inicial del madrigal Piang e sospira de Claudio Monteverdi on s'exemplifica el figuralisme més habitual sobre el mot sospira.

- Altres efectes de la veu humana, com un ensurt o un sospir (aspiració fonda en temps fort i posterior entrada en contratemps, el riure, amb successives notes sobre una mateixa síl·laba que molt probablement s'haurien interpretat staccato…
- La referència a una quantitat elevada (mil, per exemple) es musica repetint una mateixa figura i un mateix text, ja sigui en una mateixa veu, ja sigui -més habitualment- en imitació polifònica.
- Les accions d'empaitar, caçar, perseguir, seguir, imitar… ben sovint són tractades amb un cànon o bé amb contrapunt imitatiu.
- Per contra, idees en el text com unitat o unificació molt sovint es corresponen amb un uníson.
- Però l'uníson també pot expressar allò que és prim, mentre que una textura polifònica homofònica s'associa a quelcom gruixut o ample.
- El mot ple o plena sol estar ple de notes mitjançant un melisma o la repetició del mot.

El dia pot tenir un tractament musical amb notes més vives i ràpides que la nit sobretot si-com és força habitual- se situen l'un immediatament darrere de l'altre, explotant el joc de l'oposició. Però en altres casos és ben bé al contrari: el dia es musica amb notes llargues, que donen una sensació d'immobilitat, mentre que la nit rep notes ràpides. Lluny de ser un contrasentit, això és un tractament música del text que no cerca un efecte sonor sinó visual: les notes llargues es corresponien (i es continuen corresponent en l'actual sistema d'escriptura) amb notes blanques (apropiades per a la llum del dia), mentre que les curtes eren i són negres, com la nit. Aquest fet testimonia que el compositor pensava aquestes efectes per a algú que no sols sentiria o escoltaria la música, sinó que veuria i llegiria la partitura. De fet, les normes de l'educació de la noblesa establien que l'educació del noble incloïa l'educació musical necessària per saber canar un madrigal.
Lasciatemi morire
E che volete voi
Che mi conforte
In così dura sorte
In così gran martire?
lasciatemi morire
Deixeu-me morir (melodia descendent a morire) / 
I què voleu vosaltres / 
Que em reconforti (melodia ascendent a conforti) / 
En aquesta (dis)sort tan dura / 
En aquest martiri tan gran? (nota llarga i aguda a gran) / 
Deixeu-me morir

## El Barroc
El Barroc es va mantenir una part força important dels figuralismes utilitzats en el Renaixement. Un dels exemples més bells i alhora més coneguts pertany a El Messies de Haendel, en concret a l'ària de tenor, aquest canta el text Every valley shall be exalted, and every mountain and hill made low; the crooked straight, and the rough places plain. (Tota vall serà elevada, tota muntanya i turó s'abaixarà, el terreny escarpat esdevindrà pla, i l'escarpat una planúria; Isaïes, 40-4).
A la melodia de Haendel, el mot vall es correspon amb una nota greu, exalted és una melodia ascendent, mountain forma un pic melòdic, i hill (turó) és un pic més baix, mentre que low és una nota greu. Crooked (escarpat) es canta amb una figura ràpida de quatre notes, mentre que straight es canta sobre una sola nota, immòbil; finalment, the rough places es canta amb notes curtes i separades, però plain (pla) s'allarga a través de diversos compassos en una sèrie de notes llargues, com planes. Això es pot veure en l'exemple següent: 
Els cromatismes descendents que ja existien en el madrigal com a expressió de tristor i de moret es codifiquen encara més al Barroc com a expressió de la mort. Com a tals apareixen en moltes obres del Barroc d'entre les quals en destaquen dues per la seva popularitat. El primer es troba en el baix obstinat del Crucifixus del Credo de la Missa en si menor de Johann Sebastian Bach, presenta aquesta figura per al moment de la mort de Crist, combinat amb la figura del passus (notes repetides sobre un ritme monòton, expressant les passes del caminar) per representar precisament aquest mot. El segon és al baix obstinat del lament de la reina Dido, al final de l'òpera Dido i Enees de Henry Purcell, titulat When I am laid, en què la reina se suïcida en saber de la mort d'Enees.
Algunes d'aquestes figures van viatjar grans distàncies, segons afirma Bonastre, que troba antecedents de la figura inicial del primer cor Kommt ihr Töchter de la Passió segons Sant Mateu de Johann Sebastian Bach en compositors catalans i valencians del segle xvii. D'altra banda, Ruben López també les troba en els tonos humanos -com cantates profanes de compositors espanyols del segle xvii.
Especialment Johann Sebastian Bach va fer un ús altament simbòlic i força més allunyat dels mers efectes sonors, d'aquesta tècnica que li serví molt sovint de font d'inspiració. Són conegudes, per exemple, les seves maneres de representar la creu (símbol central de la Passió que en alemany es diu igual que diesi (kreuz), ja fos utilitzant aquestes alteracions, ja fos dibuixant una mena de creu sobre la partitura, per mitjà d'una única línia melòdica (línia horitzontal) que queda segmentada per un gran acord en tutti que apareix com una línia vertical.
Més enllà de l'ús de figures aïllades per a la descripció o reforçament d'idees precises i concretes contingudes en el text, la retòrica va brindar a la música una gran quantitat de recursos per a l'organització temporal del discurs que, sobretot van ser de gran importància en el Barroc, i que van portar a la codificació de les principals formes musicals en el Classicisme. En són exemples la forma sonata amb el seu desenvolupament i la seva reexposició.
Alguns dels teòrics que van sistematitzar aquesta tècnica foren Nicolaus Listenius (Rudimenta musicae in gratiam studiosae iuventutis diligenter comportata, 1533), Heinrich Faber (Musica poetica, 1548), Joachim Burmeister, (Musica poetica, 1606), Johann Andreas Herbst (Musica poetica, 1643) i Johann Jakob Walther (1708).

## La música popular moderna
Tot i que probablement aquesta tècnica no s'ha utilitzat tant en la música popular moderna, també se'n poden resseguir exemples:
- Garth Brooks - I've got friends in low places de la cançó Friends in low places (notes greus)
- Jewel - Am I standing still: tota la frase cantada sobre la mateixa nota; la mateixa melodia està quieta
- Tal Bachman - She's so high (aguts).
- Sting - A Thousand years: repetició de la mateixa figura que conté un interval de segona. Com a contrast, la frase I still love you (encara t'estimo) és més aguda (alegria) i en valors molt més llargs (allargassant el sentiment d'amor).
- Justin Timberlake a la cançó "What goes around" canta el text:

What goes around, goes around, goes around
Comes all the way back around
La música que hi correspon baixa una octava i després torna a l'octava inicial.
- En el cor inicial d'Up Where We Belong, de joe Cocker, la melodia és ascendent mentre canta "Love lift us up where we belong."